# Salomon Jean René de Monchy
Salomon Jean René de Monchy (Rotterdam, 9 maart 1880 – 's-Gravenhage, 26 juni 1961) was een Nederlands esperantist en burgemeester van Arnhem en Den Haag.
In 1921 werd De Monchy burgemeester van Arnhem. In 1930 gaf András Cseh een Esperantocursus in Arnhem waardoor De Monchy erg geboeid werd en besloot esperantist te worden. Zo liet hij aan de rand van de stad het Arnhems Esperantohuis bouwen. In het voorjaar van 1931 werd het gebouw door hem geopend met een toespraak in het Esperanto en een loterij waarin zes moderne automobielen de hoofdprijzen waren.
In 1934 werd hij benoemd tot burgemeester van Den Haag. In die functie sloot hij in 1937 het huwelijk tussen Prinses Juliana en Bernhard van Lippe-Biesterfeld.

## Oorlogsjaren
Tijdens de eerste raadsvergadering na de capitulatie (20 mei 1940) besteedde hij veel aandacht aan het Joodse raadslid M. Joels jr. die zich van het leven had beroofd. In de toespraak verheerlijkte hij ook het Koninklijk Huis en riep de bevolking op zich niet te verzetten en de Duitsers te gehoorzamen. Enkele regionale kranten drukten de toespraak geheel af.
Op Anjerdag, 29 juni 1940 de verjaardag van Prins Bernhard, gaf De Monchy uit vrees van conflicten met de Duitsers opdracht om alle demonstraties de kop in te drukken. De bevolking legde echter spontaan bloemen op het bordes van paleis Noordeinde. Een politieman gaf vanwege de opdracht van De Monchy opdracht aan de paleismedewerkers om de bloemen binnen te leggen. Vervolgens kwam De Monchy langs om de situatie te bekijken en gaf toestemming om de bloemen weer buiten te leggen. Later verscheen er een afgevaardigde van generaal Winkelman om het felicitatieregister te tekenen. Het publiek begon te joelen, Duitsland te beschimpen en het Wilhelmus te zingen. Dit zinde de Duitsers niet en ze verjoegen het publiek. Als represaille werd Winkelman gearresteerd en kreeg secretaris-generaal Frederiks opdracht om De Monchy, die er niets aan kon doen, per 1 juli te ontslaan. De Monchy was een van de eerste burgemeesters die door de bezetter de laan werd uitgestuurd. De Monchy trok zich terug uit Den Haag en bemoeide zich ook niet met het verzet.

## Na de oorlog
Meteen na de bevrijding ging De Monchy weer aan de slag als burgemeester van Den Haag. Op 31 december 1946 trad hij af. Daarna was hij van 1950 tot 1954 Zuid-Hollands Statenlid voor de VVD. In 1950 ontving De Monchy de gouden erepenning van verdiensten van Den Haag alsmede het daaraan verbonden ereburgerschap van de stad.

## Vernoemingen
- In Arnhem-Zuid is het Monchyplein (zonder voorvoegsel 'De'). Hier werd op 8 augustus 1936 een groot monument ter ere van de voormalige burgemeester onthuld. Er zat ook een klok in het monument[5]. Tijdens de reconstructie van het plein in 1967 werd het monument afgebroken en niet meer herbouwd[6].
- In Den Haag is sinds 1953 het Burgemeester De Monchyplein.
- In de Graslaan in Arnhem stond de De Monchyschool - de Malburcht (van 2006 tot 2015).
- In de Lupinestraat in Arnhem staat de De Monchyschool - de Spil (sinds 2007).